# Томмазини, Паоло
Па́оло Томмази́ни (итал. Paolo Tommasini; 5 сентября 1968, Сан-Ремо) — итальянский гребец-байдарочник, выступал за сборную Италии на всём протяжении 1990-х годов. Участник летних Олимпийских игр в Барселоне, серебряный призёр чемпионата мира, победитель многих регат национального и международного значения.

## Биография
Паоло Томмазини родился 5 сентября 1968 года в городе Сан-Ремо.
Первого серьёзного успеха на взрослом международном уровне добился в 1992 году, когда попал в основной состав итальянской национальной сборной и благодаря череде удачных выступлений удостоился права защищать честь страны на летних Олимпийских играх в Барселоне. С четырёхместным экипажем, куда вошли также гребцы Маттео Брусколи, Энрико Лупетти и Идуино Сантони, на дистанции 1000 метров сумел дойти до стадии полуфиналов, где показал на финише шестой результат.
После барселонской Олимпиады Томмазини остался в основном составе гребной команды Италии и продолжил принимать участие в крупнейших международных регатах. Так, в 1997 году он побывал на чемпионате мира в канадском Дартмуте и вместе со своим напарником Беньямино Бономи завоевал серебряную медаль в двухсотметровой программе двухместных байдарок — в решающем заезде его обошёл только венгерский экипаж Винце Фехервари и Роберта Хегедюша. Вскоре по окончании этих соревнований принял решение завершить карьеру профессионального спортсмена, уступив место в сборной молодым итальянским гребцам.